# Муравський Назарій Володимирович
Наза́рій Володи́мирович Мура́вський (нар. 3 лютого 2000, с. Кашперівка, Баранівський район, Житомирська область, Україна) — український футболіст, центральний захисник «ЛНЗ».

## Клубна кар'єра
Вихованець молодіжної академії донецького «Металурга». У ДЮФЛУ з 2013 по 2016 рік грав за київські ДЮСШ-15 (Київ) та «КОДЮСШ-Арсенал» (Щасливе). У 2017 році перебрався до молодіжної академії «Шахтаря». Сезон 2017/18 років провів у юніорському чемпіонаті України, наступного сезону також виступав у юніорському чемпіонаті України, але й також дебютував у молодіжній команді «гірників». Першу частину сезону 2019/20 років провів у молодіжній команді донецького клубу (16 матчів). З 2017 по 2019 рік виступав у Юнацькій лізі УЄФА, де зіграв 18 матчів та відзначився 1 голом.
Взимку 2020 року відправився на перегляд у «Маріуполь», за результатами якого 19 лютого 2020 року підписав з азовцями орендну угоду до завершення сезону. У футболці маріупольського клубу дебютував 29 лютого 2020 року в програному (0:4) виїзному поєдинку 20-го туру Прем'єр-ліги проти чернігівської «Десни». Назарій вийшов на поле на 46-й хвилині, замінивши Джойскіма Дава.

## Кар'єра в збірній
Викликався до складу юнацької збірної України (U-18), але не зіграв у її складі жодного матчу. У футболці юнацької збірної України (U-19) дебютував 9 вересня 2018 року в переможному (4:1) товариському матчі з юнацької збірної Казахстану (U-19). Муравський вийшов на поле в стартовому складі та відіграв увесь матч. У складі збірної України U-19 провів 6 матчів.

## Досягнення
«Шахтар»
- Юніорський чемпіонат України
  -  Срібний призер (2): 2017/18, 2018/19